# Voedselrestenvermaler

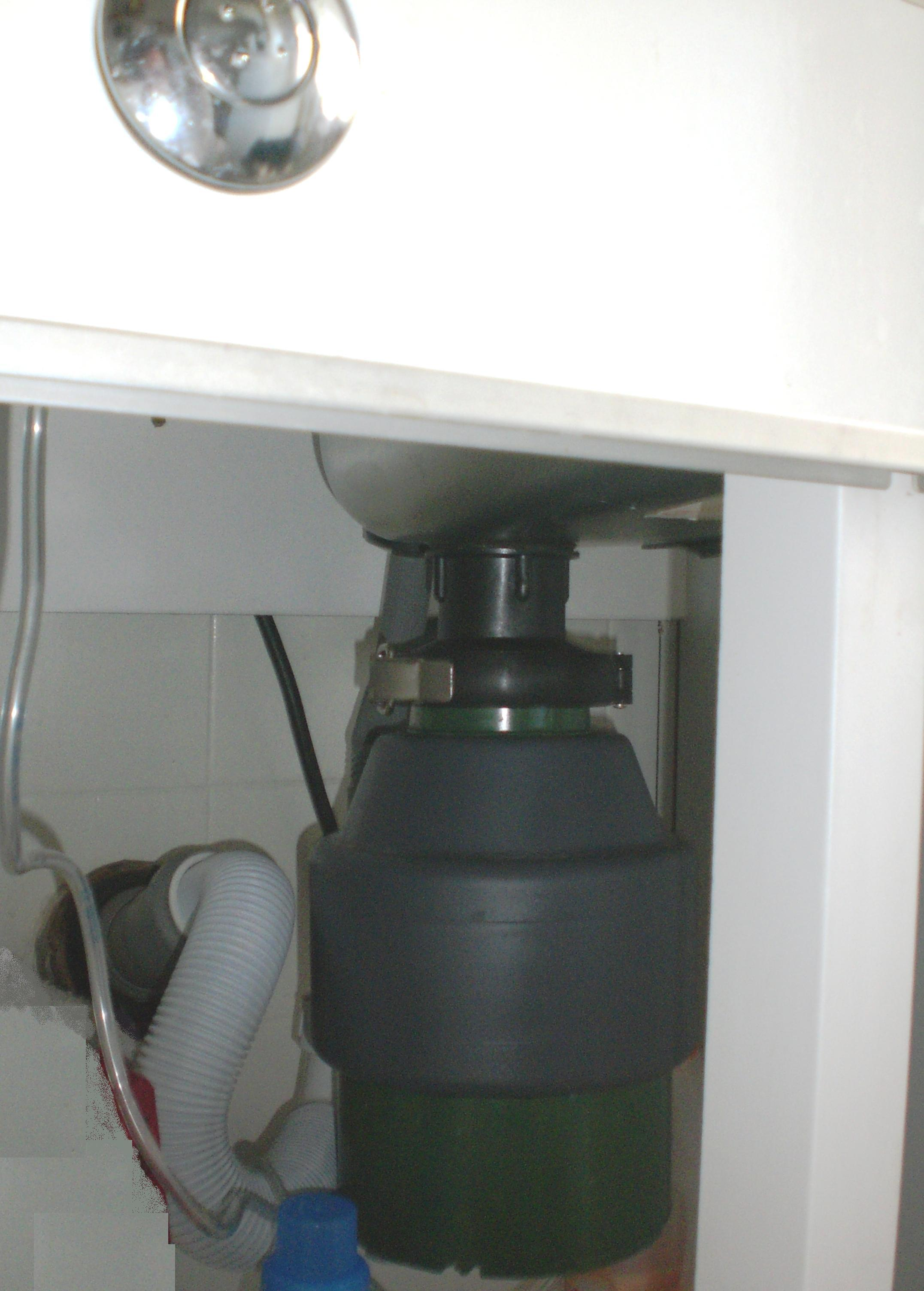
Een voedselrestenvermaler onder een gootsteen

Een voedselrestenvermaler is een elektrisch apparaat, opgenomen in de afvoer van een spoelbak en bedoeld om alle etensresten en ander organisch afval dat bij bereiding of consumptie van groenten, fruit en ook vlees vrijkomt te vermalen en
met het afvalwater weg te spoelen naar het riool.
In de Verenigde Staten wordt dit apparaat sinds de jaren vijftig gebruikt. Ongeveer de helft van de huishoudens daar heeft een dergelijk apparaat. Wereldwijd zijn ongeveer 265 miljoen vermalers in gebruik.
In sommige Europese landen wordt het apparaat niet toegestaan. Door het lozen van afval in de riolering bestaat volgens de rioolbeheerders kans op verstoppingen door afzetting of aantasting door vorming van meer rioolgassen. Ook zouden rioolwaterzuiveringsinstallaties extra belast worden, de bacteriën in de zuivering meer afvalstoffen moeten verwerken en er wordt meer slib geproduceerd. Er wordt meer elektriciteit en drinkwater verbruikt om het afval te vermalen en weg te spoelen.
Echter, een onderzoek van dr. ir. J. de Koning van de TU Delft wijst uit dat het drinkwaterverbruik met slechts 3,6% toeneemt, er geen toename van afzetting of aantasting in riolen zal zijn en de zuiveringsinstallaties het afvalwater goed kunnen verwerken. Het enige probleem is de toename van de hoeveelheid zuiveringsslib.
In het algemeen is het vermalen van organisch afval en afvoer via het riool een efficiënte en ecologische methode van afvalverwerking. De EU stelt in het project "STAD 21" een ecologische en duurzame stad voor, waarin een huishoudelijke afvalvermaler een bijdrage levert aan reductie van transport van afval over de weg en daarmee reductie van de  CO2 voetafdruk.

## Gebruik in Nederland
De verkoop en het aansluiten van voedselrestenvermalers in Nederland is niet verboden, het lozen van vermalen afvalstoffen wel. Ondanks het onderzoek van de TU Delft blijft vooralsnog het verbod op de lozing van vermalen afvalstoffen van kracht.
De toenmalige staatssecretaris Pieter van Geel schreef in 2005 dat het verbod van kracht zou blijven omdat de lozing van afvalstoffen in het riool indruist tegen het beleid om afvalstoffen vanaf de bron gescheiden te houden.